# 2722 Abalakin
2722 Abalakin este un asteroid din centura principală, descoperit pe 1 aprilie 1976 de Nikolai Cernîh.